# Eugène Flachat
Eugène Flachat (París, 16 de abril de 1802 – Arcachón (Guyena), 16 de junio de 1873) fue un ingeniero civil francés, pionero del ferrocarril en su país.
Fue autor de la primera estación de ferrocarril en París y de la remodelación de la Estación de Paris Saint-Lazare entre otros proyectos.

## Biografía

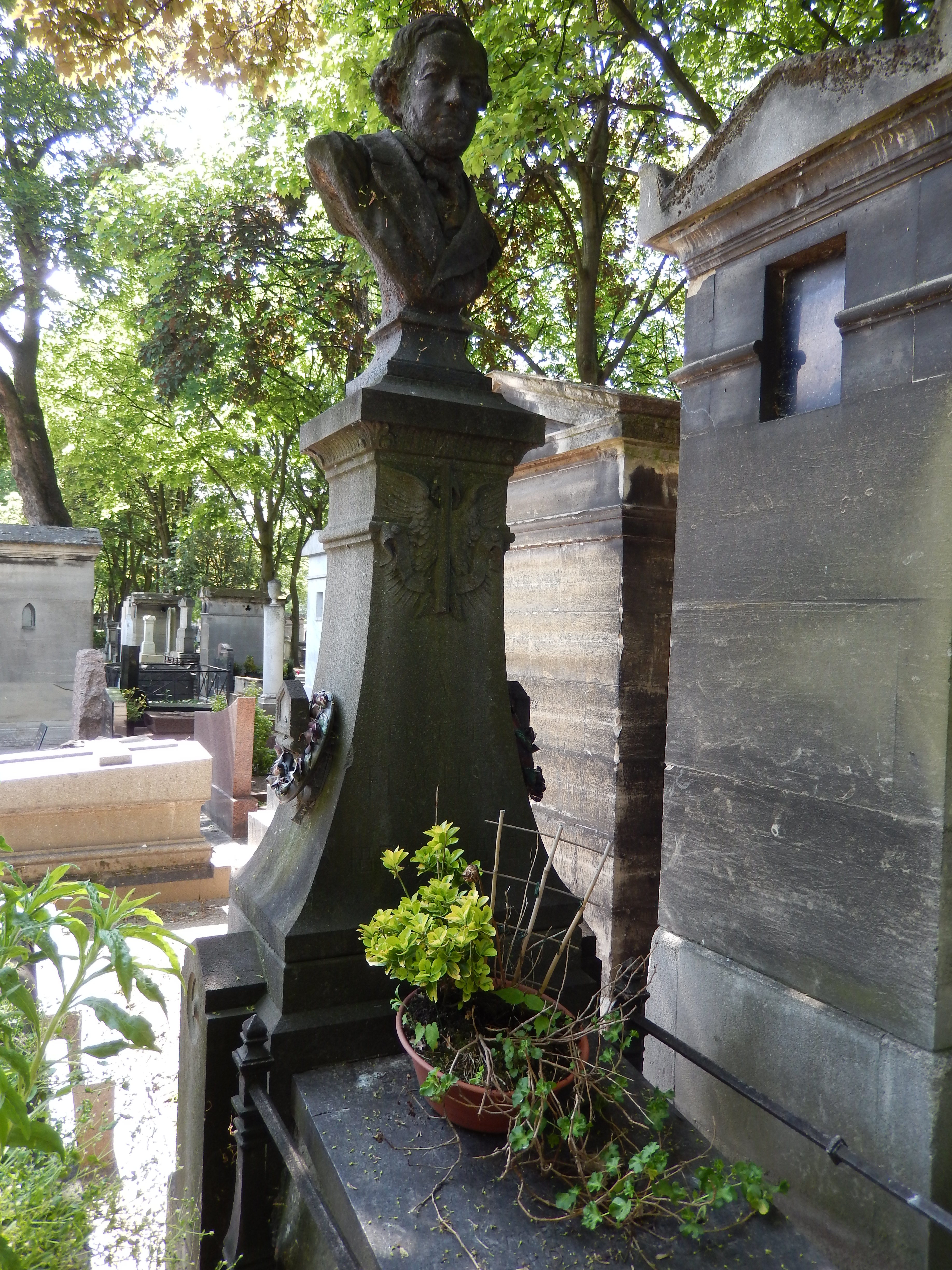
Tumba de Eugène Flachat (cementerio de Montmartre, division 29)

Eugène Flachat era hijo de Cristóbal Flachat (Lyon, 1759 - Saint-Chamond, 1843). Su abuelo era el industrial textil Jean-Claude Flachat, creador en 1756 de la fábrica real Saint-Chamond (dedicada al hilado y al teñido del algodón).
Estudió en París en el liceo Bonaparte (actualmente Liceo Condorcet).
En unión con Eugénie Cécile Pigeard, Eugene tiene un hijo; Jules Pigeard (1829-1890), reconocido por Flachat en 1832.
Desde su matrimonio en 1833 con Sophie-Louise Jallabert, Eugene tiene dos hijos; Sophie-Laure (nacida en 1838 y casada en 1858 con Marie-Jean-Paul Demouy), y Eugène-Stéphane (1845-1925).
Durante el asedio de París en 1870-1871, contrajo una enfermedad que le aquejaría hasta sus últimos días.
Murió en Arcachón, Guyena, y sus restos descansan en el parisino cementerio de Montmartre.

## Carrera profesional
Entre 1825 y 1832, participó en los estudios de su hermano Stéphane para la realización de un canal de París hasta el mar.
Con su hermano (Adolphe Flachat (1801-1877)) y su hermanastro (Stéphane Mony (1800-84)), fundó en 1828 una empresa de perforación de pozos artesianos.
Viajó a Inglaterra y conoció a los Stephenson (George y su hijo Robert) y a los Brunel (Marc Isambard y su hijo Isambard) con motivo de la excavación del túnel bajo el Támesis.
Fundó una empresa de ingeniería civil, dedicada en particular a los ferrocarriles.
Junto a los ingenieros Gabriel Lamé, Clapeyron y su medio hermano Mony, estuvo estrechamente asociado con la empresa ferroviaria de los hermanos Pereire (Emile e Isaac) para la construcción del ferrocarril de París Saint-Germain (limitado a Pecq inicialmente), inaugurado en 1837. Se convirtió en el ingeniero jefe de la empresa de ferrocarril París - Saint-Germain.
Construyó en 1836 la primera estación de tren en París con la ayuda de su medio hermano Stéphane Mony. Esta primera instalación será reemplazada por una estación más grande para dar cabida a las vías del París - Rouen, que se ampliará, en 1851, con una cubierta de cuarenta metros de luz que sorprendió a sus contemporáneos, rivalizando con las construcciones del ingeniero Camille Polonceau. Realizó con el arquitecto Alfred Armand la segunda estación, a su vez en parte destruida para dar nacimiento a la actual estación de Saint-Lazare.
De 1836 a 1840 fue jefe de redacción de la revista Journal de l'industriel et du capitaliste.
De 1848 a 1852, construyó con el arquitecto Victor Lenoir (1805-1863) la estación de ferrocarril París-Montparnasse.
El 25 de febrero de 1848, cuando era ingeniero jefe, junto con Pierre Durand (futuro alcalde de Asnières-sur-Seine), logró detener con su determinación a los manifestantes que pretendían incendiar la cubierta del puente de madera del tren en Asnières.
Tras la fusión de varios ferrocarriles, se convirtió en el ingeniero jefe y el ingeniero consultor del Chemins de fer de l'Ouest.
Siempre asociado con los logros de los hermanos Pereire, fue ingeniero consultor para los Ferrocarriles del Norte de España.
Autor también de instalaciones portuarias, y del proyecto de perforación de un túnel bajo los Alpes, Flachat introducirá en 1849 un proyecto para los mercados de París, generalizando el uso de una grandiosa arquitectura de estructuras metálicas con luces de hasta ochenta metros.
En 1855, con Edward Brame, se ofrecerá para la construcción de un metro en París para abastecer sus mercados desde la estación de Paris-Est.
Participó en la creación en 1848 de la Sociedad Central de Ingenieros Civiles, y fue su primer presidente.
También fue uno de los primeros 137 miembros de la Escuela Central de Arquitectura de París, junto con Ferdinand de Lesseps, Émile Pereire, Dupont de l'Eure, Anatole de Baudot, Eugène Viollet-le-Duc, Jean-Baptiste André Godin o Émile Muller.

## Reconocimientos

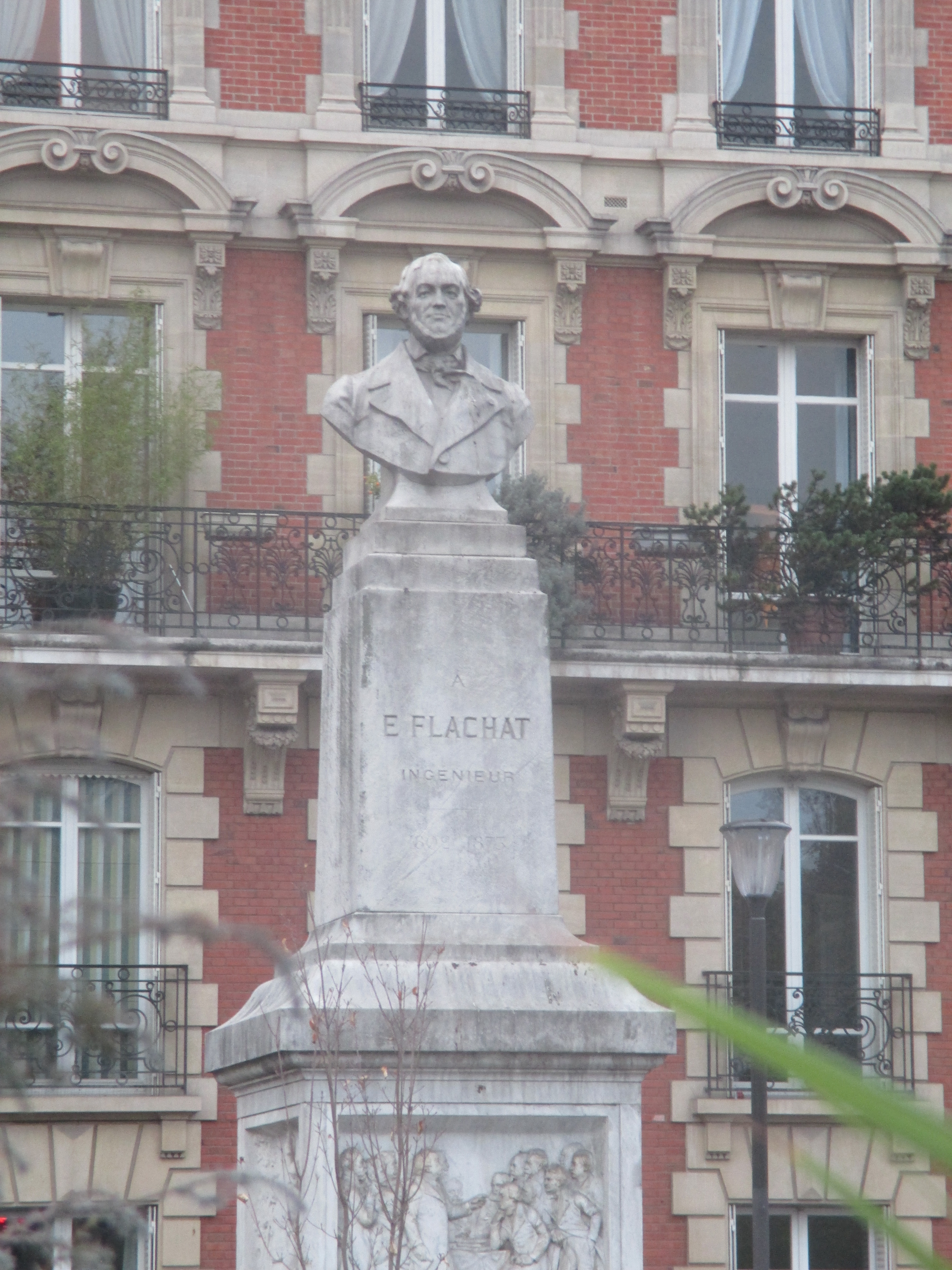
Busto de Eugène Flachat por Alfred Boucher (1897), en la esquina de la calle Verniquet con el bulevar Pereire de Paris.

- Fue nombrado Oficial de la Legión de Honor en 1858.
- Es uno de los 72 científicos cuyo nombre figura inscrito en la Torre Eiffel.
- Honra su legado una calle en París.[2]